# Csehszlovákia az 1936. évi téli olimpiai játékokon
Csehszlovákia a németországi Garmisch-Partenkirchenben megrendezett 1936. évi téli olimpiai játékok egyik részt vevő nemzete volt. Az országot az olimpián 8 sportágban 44 sportoló képviselte, akik érmet nem szereztek.

## Alpesisí
Férfi
| Versenyző       | Versenyszám | Lesiklás | Lesiklás | Lesiklás | Műlesiklás | Műlesiklás | Műlesiklás | Műlesiklás | Műlesiklás | Műlesiklás | Műlesiklás | Összesítés | Összesítés |
| Versenyző       | Versenyszám | Lesiklás | Lesiklás | Lesiklás | 1. futam   | 1. futam   | 2. futam   | 2. futam   | Össz.      | Össz.      | Össz.      | Összesítés | Összesítés |
| Versenyző       | Versenyszám | Idő      | Pont     | Hely.    | Idő        | Hely.      | Idő        | Hely.      | Idő        | Pont       | Hely.      | Pont       | Helyezés   |
| --------------- | ----------- | -------- | -------- | -------- | ---------- | ---------- | ---------- | ---------- | ---------- | ---------- | ---------- | ---------- | ---------- |
| Walter Hollmann | Összetett   | 5:45,6   | 83,16    | 19.      | 1:28,1     | 11.        | 1:37,8     | 21.        | 3:05,9     | 78,86      | 16.        | 81,01      | 16.        |
| Eduard Hromádka | Összetett   | 5:39,4   | 84,68    | 16.*     | 2:45,9     | 52.        | kizárták   | kizárták   | kiesett    | kiesett    | kiesett    | kiesett    | kiesett    |
| Johann Knahl    | Összetett   | 5:52,4   | 81,56    | 25.      | 1:33,7     | 21.        | 1:41,1     | 22.*       | 3:14,8     | 75,26      | 21.        | 78,41      | 21.        |
| Walter Pick     | Összetett   | 5:49,6   | 82,21    | 23.      | 1:53,3     | 36.        | 1:41,1     | 22.*       | 3:34,4     | 68,38      | 29.        | 75,30      | 26.        |

Női
| Versenyző           | Versenyszám | Lesiklás | Lesiklás | Lesiklás | Műlesiklás | Műlesiklás | Műlesiklás | Műlesiklás | Műlesiklás | Műlesiklás | Műlesiklás | Összesítés | Összesítés |
| Versenyző           | Versenyszám | Lesiklás | Lesiklás | Lesiklás | 1. futam   | 1. futam   | 2. futam   | 2. futam   | Össz.      | Össz.      | Össz.      | Összesítés | Összesítés |
| Versenyző           | Versenyszám | Idő      | Pont     | Hely.    | Idő        | Hely.      | Idő        | Hely.      | Idő        | Pont       | Hely.      | Pont       | Helyezés   |
| ------------------- | ----------- | -------- | -------- | -------- | ---------- | ---------- | ---------- | ---------- | ---------- | ---------- | ---------- | ---------- | ---------- |
| Růžena Beinhauerová | Összetett   | 6:54,6   | 73,42    | 22.      | 2:03,3     | 25.        | 1:55,5     | 21.        | 3:58,8     | 59,51      | 23.        | 66,47      | 22.        |
| Trude Möhwaldová    | Összetett   | 8:46,8   | 57,78    | 34.      | 2:55,5     | 35.        | kizárták   | kizárták   | kiesett    | kiesett    | kiesett    | kiesett    | kiesett    |
| Hilde Walterová     | Összetett   | 6:17,8   | 80,57    | 17.      | 2:45,1     | 33.        | kizárták   | kizárták   | kiesett    | kiesett    | kiesett    | kiesett    | kiesett    |

* - egy másik versenyzővel azonos eredményt ért el

## Bob
| Versenyző                                                         | Versenyszám | 1. futam      | 1. futam      | 2. futam | 2. futam | 3. futam | 3. futam | 4. futam | 4. futam | Összesítés | Összesítés |
| Versenyző                                                         | Versenyszám | Idő           | Hely.         | Idő      | Hely.    | Idő      | Hely.    | Idő      | Hely.    | Idő        | Helyezés   |
| ----------------------------------------------------------------- | ----------- | ------------- | ------------- | -------- | -------- | -------- | -------- | -------- | -------- | ---------- | ---------- |
| Josef Lanzendörfer Karel Růžička                                  | Kettes      | 1:31,40       | 14.           | 1:28,90  | 19.      | 1:36,57  | 23.      | 1:32,83  | 21.      | 6:09,70    | 20.        |
| Gustav Leubner Wilhelm Blechschmidt                               | Kettes      | 1:32,53       | 18.           | 1:29,23  | 20.      | 1:31,59  | 15.      | 1:26,12  | 13.      | 5:59,47    | 17.        |
| Josef Lanzendörfer Karel Růžička Ewald Menzl Robert Zintel        | Négyes      | nem ért célba | nem ért célba | kiesett  | kiesett  | kiesett  | kiesett  | kiesett  | kiesett  | kiesett    | kiesett    |
| Gustav Leubner Walter Heinzl Bedřich Posselt Wilhelm Blechschmidt | Négyes      | 1:26,68       | 11.           | 1:25,60  | 11.      | 1:28,13  | 13.      | 1:25,11  | 12.      | 5:45,52    | 12.        |

## Északi összetett
| Versenyző         | Sífutás | Sífutás | Sífutás | Síugrás  | Síugrás  | Síugrás  | Síugrás  | Síugrás | Síugrás | Összesítés | Összesítés |
| Versenyző         | Sífutás | Sífutás | Sífutás | 1. ugrás | 1. ugrás | 2. ugrás | 2. ugrás | Össz.   | Össz.   | Összesítés | Összesítés |
| Versenyző         | Idő     | Pont    | Hely.   | Távolság | Pont     | Távolság | Pont     | Pont    | Hely.   | Pont       | Helyezés   |
| ----------------- | ------- | ------- | ------- | -------- | -------- | -------- | -------- | ------- | ------- | ---------- | ---------- |
| Gustl Berauer     | 1:23:04 | 197,2   | 8.      | 45,0     | 94,4     | 42,0     | 87,5     | 181,9   | 29.     | 379,1      | 14.        |
| Johann Lahr       | 1:25:11 | 185,8   | 16.     | 49,0     | 97,3     | 53,0     | 104,3    | 201,6   | 8.      | 387,4      | 9.         |
| František Šimůnek | 1:19:09 | 219,0   | 4.      | 44,5     | 86,7     | 43,5     | 88,6     | 175,3   | 33.     | 394,3      | 5.         |
| Rudolf Vrána      | 1:30:26 | 158,8   | 34.     | 48,5     | 98,0     | 49,0     | 102,6    | 200,6   | 9.      | 359,4      | 26.        |

## Gyorskorcsolya
| Versenyző         | Versenyszám | Eredmény | Helyezés |
| ----------------- | ----------- | -------- | -------- |
| Oldřich Hanč      | 500 m       | 49,8     | 32.      |
| Oldřich Hanč      | 1500 m      | 2:57,8   | 35.      |
| Oldřich Hanč      | 5000 m      | 10:03,0  | 34.      |
| Jaromír Turnovský | 500 m       | 47,8     | 30.      |
| Jaromír Turnovský | 1500 m      | 2:30,5   | 31.      |
| Jaromír Turnovský | 5000 m      | 9:25,8   | 32.      |

## Jégkorong
| Csehszlovák férfi jégkorongcsapat-játékoskeret                                                                  | Csehszlovák férfi jégkorongcsapat-játékoskeret                                                   | Csehszlovák férfi jégkorongcsapat-játékoskeret |
| --- | ------------------------------------------------------------------------------------------------ | ---------------------------------------------- |
| - Josef Boháč - Alois Cetkovský - Karel Hromádka - Drahoš Jirotka - Zdeněk Jirotka - Jan Košek - Oldřich Kučera | - Josef Maleček - Jan Peka - Jaroslav Pušbauer - Jiří Tožička - Ladislav Troják - Walter Ullrich |                                                |

### Eredmények
Csoportkör
C csoport
| Csapat        | M | Gy | D | V | G+ | G– | Gk  | P |
| ------------- | - | -- | - | - | -- | -- | --- | - |
| Csehszlovákia | 3 | 3  | 0 | 0 | 10 | 0  | +10 | 6 |
| Magyarország  | 3 | 2  | 0 | 1 | 14 | 5  | +9  | 4 |
| Franciaország | 3 | 1  | 0 | 2 | 4  | 7  | –3  | 2 |
| Belgium       | 3 | 0  | 0 | 3 | 4  | 20 | –16 | 0 |

| 1936. február 7. | Csehszlovákia (TCH) | 5 – 0 (0–0, 4–0, 1–0) | Belgium | Garmisch-Partenkirchen |

|  |  |  |  |  |
|  |  |  |  |  |
|  |  |  |  |  |
|  |  |  |  |  |

| 1936. február 8. | Csehszlovákia (TCH) | 3 – 0 (1–0, 1–0, 1–0) | Magyarország | Garmisch-Partenkirchen |

|  |  |  |  |  |
|  |  |  |  |  |
|  |  |  |  |  |
|  |  |  |  |  |

| 1936. február 9. | Csehszlovákia (TCH) | 2 – 0 (0–0, 1–0, 1–0) | Franciaország | Garmisch-Partenkirchen |

|  |  |  |  |  |
|  |  |  |  |  |
|  |  |  |  |  |
|  |  |  |  |  |

Középdöntő
B csoport
| Csapat           | M | Gy | D | V | G+ | G– | Gk | P |
| ---------------- | - | -- | - | - | -- | -- | -- | - |
| Egyesült Államok | 3 | 3  | 0 | 0 | 5  | 1  | +4 | 6 |
| Csehszlovákia    | 3 | 2  | 0 | 1 | 6  | 4  | +2 | 4 |
| Svédország       | 3 | 1  | 0 | 2 | 3  | 6  | –3 | 2 |
| Ausztria         | 3 | 0  | 0 | 3 | 1  | 4  | –3 | 0 |

| 1936. február 11. | Egyesült Államok (USA) | 2 – 0 (0–0, 2–0, 0–0) | Csehszlovákia | Garmisch-Partenkirchen |

|  |  |  |  |  |
|  |  |  |  |  |
|  |  |  |  |  |
|  |  |  |  |  |

| 1936. február 12. | Csehszlovákia (TCH) | 4 – 1 (0–1, 2–0, 2–0) | Svédország | Garmisch-Partenkirchen |

|  |  |  |  |  |
|  |  |  |  |  |
|  |  |  |  |  |
|  |  |  |  |  |

| 1936. február 13. | Csehszlovákia (TCH) | 2 – 1 (0–0, 2–1, 0–0) | Ausztria | Garmisch-Partenkirchen |

|  |  |  |  |  |
|  |  |  |  |  |
|  |  |  |  |  |
|  |  |  |  |  |

Négyes döntő
| 1936. február 11. | Egyesült Államok (USA) | 2 – 0 (0–0, 2–0, 0–0) | Csehszlovákia | Garmisch-Partenkirchen |

|  |  |  |  |  |
|  |  |  |  |  |
|  |  |  |  |  |
|  |  |  |  |  |

| 1936. február 14. | Nagy-Britannia (GBR) | 5 – 0 (2–0, 3–0, 0–0) | Csehszlovákia | Garmisch-Partenkirchen |

|  |  |  |  |  |
|  |  |  |  |  |
|  |  |  |  |  |
|  |  |  |  |  |

| 1936. február 15. | Kanada (CAN) | 7 – 0 (3–0, 3–0, 1–0) | Csehszlovákia | Garmisch-Partenkirchen |

|  |  |  |  |  |
|  |  |  |  |  |
|  |  |  |  |  |
|  |  |  |  |  |

Végeredmény
| Csapat           | M | Gy | D | V | G+ | G– | Gk  | P |
| ---------------- | - | -- | - | - | -- | -- | --- | - |
| Nagy-Britannia   | 3 | 2  | 1 | 0 | 7  | 1  | +6  | 5 |
| Kanada           | 3 | 2  | 0 | 1 | 9  | 2  | +7  | 4 |
| Egyesült Államok | 3 | 1  | 1 | 1 | 2  | 1  | +1  | 3 |
| Csehszlovákia    | 3 | 0  | 0 | 3 | 0  | 14 | –14 | 0 |

| Csapat        | Helyezés |
| ------------- | -------- |
| Csehszlovákia | 4.       |

## Műkorcsolya
| Versenyző         | Versenyszám  | Kötelező elemek   | Kötelező elemek | Kűr               | Kűr   | Összesítés                     | Összesítés                     | Összesítés                     | Összesítés                     | Összesítés                     | Összesítés                     | Összesítés                     | Összesítés        | Összesítés  | Összesítés | Összesítés |
| Versenyző         | Versenyszám  | Kötelező elemek   | Kötelező elemek | Kűr               | Kűr   | Helyezési pontszámok bírónként | Helyezési pontszámok bírónként | Helyezési pontszámok bírónként | Helyezési pontszámok bírónként | Helyezési pontszámok bírónként | Helyezési pontszámok bírónként | Helyezési pontszámok bírónként | Több. hely. száma | Hely. össz. | Pont       | Helyezés   |
| Versenyző         | Versenyszám  | Több. hely. száma | Hely.           | Több. hely. száma | Hely. | 1                              | 2                              | 3                              | 4                              | 5                              | 6                              | 7                              | Több. hely. száma | Hely. össz. | Pont       | Helyezés   |
| ----------------- | ------------ | ----------------- | --------------- | ----------------- | ----- | ------------------------------ | ------------------------------ | ------------------------------ | ------------------------------ | ------------------------------ | ------------------------------ | ------------------------------ | ----------------- | ----------- | ---------- | ---------- |
| Jaroslav Sadílek  | Férfi egyéni | 5×22+             | 22.             | 7×24+             | 24.   | 24,0                           | 24,0                           | 24,0                           | 24,0                           | 23,0                           | 22,0                           | 20,0                           | 7×24+             | 161,0       | 2135,1     | 24.        |
| Věra Hrubá        | Női egyéni   | 4×20+             | 20.             | 5×13+             | 13.   | 18,0                           | 20,0                           | 15,0                           | 18,0                           | 11,0                           | 16,0                           | 13,0                           | 4×16+             | 111,0       | 2473,0     | 17.        |
| Fritzi Metznerová | Női egyéni   | 4×20+             | 21.             | 5×20+             | 20.   | 20,0                           | 22,0                           | 21,0                           | 21,0                           | 19,0                           | 20,0                           | 18,0                           | 4×20+             | 141,0       | 2374,5     | 20.        |

## Sífutás
| Versenyző                                                 | Versenyszám     | Eredmény      | Helyezés      |
| --------------------------------------------------------- | --------------- | ------------- | ------------- |
| Lukáš Mihalák                                             | 50 km           | nem ért célba | nem ért célba |
| Lukáš Mihalák                                             | 18 km           | 1:19:01       | 10.           |
| Gustl Berauer                                             | 18 km           | 1:23:04       | 21.           |
| František Šimůnek                                         | 18 km           | 1:19:09       | 11.           |
| Cyril Musil                                               | 18 km           | 1:20:14       | 14.           |
| Cyril Musil                                               | 50 km           | 3:46:12       | 9.            |
| Vladimír Novák                                            | 50 km           | 3:59:08       | 19.           |
| Jan Svatoš                                                | 50 km           | 3:54:33       | 15.           |
| Cyril Musil Gustl Berauer Lukáš Mihalák František Šimůnek | 4 × 10 km váltó | 2:51:56       | 5.            |

## Síugrás
| Versenyző       | 1. ugrás | 1. ugrás | 1. ugrás | 2. ugrás | 2. ugrás | 2. ugrás | Összesítés | Összesítés |
| Versenyző       | Távolság | Pont     | Hely.    | Távolság | Pont     | Hely.    | Pont       | Helyezés   |
| --------------- | -------- | -------- | -------- | -------- | -------- | -------- | ---------- | ---------- |
| Oldřich Buďárek | 59,0     | 85,3     | 44.      | 62,0     | 88,9     | 38.*     | 174,2      | 40.        |
| Josef Kahl      | 64,0     | 98,4     | 29.      | 64,5     | 97,7     | 32.      | 196,1      | 29.        |
| Johann Lahr     | 64,5     | 94,7     | 37.      | 66,0     | 99,1     | 28.      | 193,8      | 32.        |
| Jaroslav Lukeš  | 69,0     | 99,2     | 27.      | 71,0     | 99,9     | 26.      | 199,1      | 27.        |

* - egy másik versenyzővel azonos eredményt ért el